# Uigurische Alphabete
Für die beiden uigurischen Sprachen – das mittelalterliche Alt-uyghurisch und das moderne Uigurisch – werden oder wurden zur Schreibung verschiedene uigurische Alphabete und Schriften benutzt:
- Im Mittelalter – für die Alt-uyghurische Sprache – im Wesentlichen das Uigurische Alphabet, daneben auch Orchon-Runen.
- Für die heute gesprochene Uigurische Sprache vor allem ein auf dem arabischen Alphabet und ein auf dem kyrillischen Alphabet basierendes Alphabet; ein zwischenzeitlich auf dem lateinischen Alphabet basierendes Alphabet wird kaum noch genutzt.

## Runen
In der Nachfolgeschaft des Türk-Reiches verwendeten auch die mittelalterlichen Uiguren turkische Runenschrift. Steinstelen mit Inschriften dienen heute als bedeutende Primärquellen. Erhalten sind die Inschriften von Tes (errichtet 750), Tariat (= Terkh; errichtet 752–753), Šine-Usu (= Moyun Čor; errichtet 759), Kara-Balgasun (I und II) und Süüǰi (auch: Suği oder Sudži). Die zu Ehren von Bayan Chor nach seinem Tod errichtete und 1909 von G. J. Ramstedt entdeckte Šine-Usu-Inschrift ist mit 50 Zeilen die umfangreichste. Sie hat die Geschichte der militärischen Siege und Aktivitäten von Bayan Chor aufgezeichnet und zählt zu den bedeutendsten Primärquellen der frühen Geschichte der mittelalterlichen Uiguren.

## Das Alphabet des Alt-Uyghurischen
Das im Mittelalter entstandene Uigurische Alphabet ist ein über das sogdische Alphabet aus dem Aramäischen stammendes Alphabet, mit der die alt-uyghurische Sprache geschrieben wurde.
Die entsprechende Schrift wird von oben nach unten geschrieben, die Zeilen laufen also senkrecht. Die nächste senkrechte Zeile folgt links daneben.
Die vom 8. bis 11. Jahrhundert erfolgte Annahme der in besonderem Maße schreibkundigen Religion des Manichäismus durch die führende uigurische Elite der Uiguren, die ihre Winterhauptstadt in Kocho nahe der heutigen Turfan-Oase gegründet hatten, brachte die Einführung einer westasiatischen Buchkultur in die Region Turfan mit sich (heute als manichäische Buchkunst Turfans bekannt). Aus den archäologischen Funden des manichäischen Turfan sind mannigfache Sprach-, Schrift- und Schreiberzeugnissen höchster Güte erhalten, die zusammen eine komplexe und hoch entwickelte literarische Kultur belegen. Von der bis 1904 der wissenschaftlichen Welt unbekannten und erst von Friedrich Wilhelm Karl Müller identifizierten manichäischen Schrift wurden Bilderhandschriftfragmente nicht nur in mittelpersischer, parthischer und sogdischer, sondern auch in (alt-)uigurischer Sprache gefunden. Auch die Sogdische Schrift diente sowohl zum Schreiben sogdischer, als auch (alt-)uigurischer Sprache, während von der seltenen „Runen“-Schrift nur Zeugnisse (alt-)uigurischer Texte erhalten sind.
Einer Theorie zufolge hatte das früheste uigurische Khanat die Schrift der schreibkundigen Sogdier übernommen, um eigene Texte zu erstellen. Grundlage der uigurischen Schrift wäre demnach die Schrift der Sogdier, die wiederum bedeutende Elemente ihres Alphabets aus dem Aramäischen entlehnt hatten.
Die uigurische Schrift wurde von den Naimanen zum Schreiben ihrer mongolischen Sprache verwendet. Nachdem Dschingis Khan die Naimanen unterworfen hatte, übernahm er die Naimanen-Schrift zum Schreiben der mongolischen Sprache.
Historische Geschäftsdokumente in uigurischer Schrift und Sprache waren zum Beispiel von Carl Gustaf Emil Mannerheim auf dessen Ostturkestan-Reise Anfang des 20. Jahrhunderts gesammelt worden. Schriften dieser Art waren bei den Uiguren des 10. bis 14. Jahrhunderts offenbar weit verbreitet. Das uigurische Volk, das größtenteils in den Städten und Oasen entlang der beiden Gebirgshänge des Tian-Shan lebte, hatte zu diesem Zeitpunkt in Ostturkestan eine recht hochstehende Zivilisation entwickelt und hielt gewöhnlicherweise alle Arten von Geschäftsereignissen und sonstigen Verbindlichkeiten schriftlich fest. Viele solcher Verträge und Kaufverträge wurden in der Nähe der heutigen Stadt Turpan gefunden. Der russische Gelehrte Wilhelm Radloff hatte eine Sammlung solcher Dokumente angelegt und übersetzt, die nach seinem Tod vervollständigt und 1928 in Leningrad veröffentlicht wurde.
Etwa in der Zeit vom 13. bis zum 15. Jahrhundert, als der Islam in der Region seinen Einfluss verfestigte, kam es zur Aufgabe der uigurischen Schriftzeichen, die durch arabische Buchstaben ersetzt wurden.

## Die Alphabete des (modernen) Uigurisch
Die beiden heute verwendeten Alphabete sind das arabisch-persische in China und das kyrillische in Kasachstan. In Xinjiang wurde einst mehrere Jahrzehnte ein lateinisches Alphabet verwendet, das in China offiziell bis heute als lateinische Transkription des Uigurischen verwendet wird. Die Rechtschreibkonventionen der verschiedenen Schriftsysteme sind zueinander nicht kompatibel; dies betrifft insbesondere die Schreibung von russischen und chinesischen Lehnwörtern.
Als die Sowjetunion entstand, wurde für die im Gebiet der Sowjetunion lebenden Uiguren 1926 zunächst ein lateinisches Alphabet entwickelt. Elf Jahre später wurde es dann, wie alle Alphabete der Turksprachen auf dem Gebiet der Sowjetunion, durch ein auf dem Kyrillischen basierendes Alphabet ersetzt. Nachdem auch in der Volksrepublik China die Kommunisten die Macht übernahmen, wurde zunächst auch dort das kyrillische Alphabet verwendet. Nachdem sich jedoch die sowjetisch-chinesischen Beziehungen stark abkühlten, entschied sich China, einen eigenen Weg zu gehen, und führte 1959 ein lateinisches Alphabet auf Basis des Pinyin ein, welches auf Digraphen möglichst verzichtete und stattdessen Sonderzeichen verwendete. Dieses konnte sich jedoch in der uigurischen Bevölkerung nicht durchsetzen, und so wurde 1982 wieder die arabische Schrift verwendet, was bis heute gültig ist. In diesem Alphabet werden aber auch die Vokale mit Buchstaben bezeichnet – entsprechend dem traditionellen mittelalterlichen uigurischen Alphabet und im Gegensatz zur Verschriftung der arabischen Sprache. Diese Spielart der arabischen Schrift unterscheidet sich von der sogenannten Plene-Schreibung des Arabischen dadurch, dass zur Wiedergabe der Vokale ausschließlich die Schriftzeichen für die Halbvokale (Alif, Wāw und Yā') und keine Taschkīl verwendet werden.
Heute wird in den Nachfolgestaaten der Sowjetunion weiterhin die kyrillische Schrift verwendet, während in China die arabisch-persische Schrift verwendet wird. Eine Generation von Uiguren in Xinjiang wuchs mit der lateinischen Schrift auf, die in China bis heute als offizielle lateinische Transkription des Uigurischen dient. Daneben existieren verschiedene neue lateinische Umschriften, die jedoch keinen offiziellen Status haben.
Heute verwenden die Uiguren in den verschiedenen Staaten ihres Siedlungsgebietes unterschiedliche Schriften wie Arabisch, Kyrillisch oder Lateinisch zur Niederschrift der Sprache.

## Zur (modernen) uigurischen Schrift
Als die Neu-Uigurische Schriftsprache ab 1921 in Russisch-Turkestan entstand, geschah dies zunächst unter Verwendung der arabischen Schrift, die sich für die Transkription von Wörtern aus Turksprachen schlecht eignet.
In der Zeit zwischen den 1930er und den 1980er Jahren wurde das für das Neu-Uigurische verwendete Schriftsystem viermal reformiert oder vollständig ersetzt. Während für das Neu-Uigurische in der Sowjetunion auf eine 1925 erfolgte Reform der arabischen Schrift im Jahr 1930 der Übergang zur lateinischen und schließlich 1946/1947 zur kyrillischen Schrift erfolgte, wurde in China letztendlich die Verwendung einer reformierten arabischen Schrift durchgesetzt.
Mit den in den Jahren 1937 und 1954 erfolgten Reformen konnte die Eignung der arabischen Schrift für das Neu-Uigurische erhöht werden. Gleichzeitig bewirkten die Reformen der in China verwendeten arabischen Schrift für das Neu-Uigurische eine Absetzung von den anderen auf der arabischen Schrift fußenden Schriften Zentralasiens und im Mittleren Osten, womit das „Uigurisch“-Sein als primäre Identität der nicht-nomadischen Muslime Xinjiangs gegenüber dem „Turkisch“-Sein etabliert wurde.
Um dem Lesen islamischer Texte entgegenzuwirken und stattdessen das Lesen wissenschaftlicher und pädagogischer Texte aus der Sowjetunion zu fördern, folgten die chinesischen Behörden Xinjiangs im Jahr 1956 zunächst dem Beispiel der Sowjetunion, die für die Sprachen der auf ihrem Territorium lebenden Turkvölker (neben Uigurisch also auch Usbekisch, Kasachisch und Kirgisisch) Schriftsysteme eingeführt hatte, die auf der kyrillischen Schrift beruhten.
1960 reagierte die chinesische Führung dann aber auf die inzwischen erfolgte Abkühlung der chinesisch-sowjetischen Beziehungen mit der Abwendung von den kyrillischen Schriften und der Einführung neuer Schriftsysteme für in Xinjiang lebende Turkvölker. Obwohl diese Orthographien auf dem lateinischen Alphabet (auch: römisches Alphabet) unter Zuhilfenahme einiger Sonderzeichen beruhten, stellten sie eher eine Pinyinisierung als eine Romanisierung dar, da sie für die Zuordnungen von Buchstaben zu Lauten statt der internationalen Standards für die Romanisierung von Turksprachen den nationalen Standard des Hanyu Pinyin (offizielle Romanisierung des Hochchinesischen in der VR China) heranzogen. Die kommunistische Führung in China verfolgte mit der Durchsetzung der Verwendung einer neuen lateinischen Schrift das Ziel, die kulturellen Unterschiede nach der Formalisierung der uigurischen Sprache sowohl zu berücksichtigen als auch zu kontrollieren. Auf einer Konferenz in Taschkent 1921 nahmen Vertreter der Neu-Uigurisch sprechenden Bevölkerungsteile Westturkestans, deren Sprache nicht oder nur zu geringem Anteil direkt auf das Altuigurische zurückgeht, für sich den Namen „Uiguren“ an. In den 1950er Jahren wurden Augenzeugenberichten zufolge Verfolgungen muslimischer Sezessionisten durch das neue chinesische Regime durchgeführt. Die Reform zielte darauf ab, den Kontakt der Uiguren in China zu den Turkvölkern in der Sowjetunion zu stören und durch die Erleichterung der Einführung chinesischen Vokabulars in Turksprachen die „Fusion und Assimilation“ von Minderheiten in die chinesische Mehrheitsgesellschaft voranzutreiben. Ein in den 1970er Jahren unternommener Versuch zur Einführung der lateinischen Schrift wurde jedoch 1980 wieder aufgegeben.
In der auf die Ära der Kulturrevolution folgenden Reformphase führte China 1984 wieder offiziell eine leicht von der arabischen Schrift abgewandelte Schrift für die Uiguren ein, verbreitete sie mit hoher Wirksamkeit und nannte sie kona yäziq („alte Schrift“), während die zuvor verwendete pinyinisierte lateinische Schrift die Bezeichnung yengi yäziq („neue Schrift“) erhielt. Im heutigen China verwenden die meisten Minderheiten die chinesischen Schriftzeichen zum Schreiben. Zu den wenigen Ausnahmen gehören die Uiguren, die wie die ebenfalls turksprachigen Minderheiten der Kasachen und Kirgisen das Arabische Alphabet verwenden. Wie die gesprochenen und geschriebenen Sprachen der anderen offiziell anerkannten Minderheiten ist auch das Uigurische in arabischer Schrift in China in den Bereichen Recht und Gesetz, Verwaltung, Bildung, politisches und soziales Leben und in anderen Bereichen weit verbreitet. So wird etwa der Name „Chinesische Volksbank“ auf jeder Banknote, von 100 Yuan RMB herab bis 1 Jiao, auch in der uigurischen Form geschrieben.
Während der Kulturrevolution war die modifizierte arabische Schrift in Xinjiang staatlich verboten. Im Zuge der Kampagnen zur „De-Extremifizierung“ seit 2017 kam es in Xinjiang erneut zu einer Rückdrängung der uigurischen Schrift in verschiedenen Bereichen durch den chinesischen Staat.
| Arabisches Alphabet (UEY = Uyghur Ereb Yëziqi):        | ھەممە ئادەم تۇغۇلۇشىدىنلا ئەركىن، ئىززەت۔ھۆرمەت ۋە ھوقۇقتا باب۔باراۋەر بولۇپ تۇغۇلغان. ئۇلار ئەقىلگە ۋە ۋىجدانغا ئىگە ھەمدە بىر۔بىرىگە قېرىنداشلىق مۇناسىۋىتىگە خاس روھ بىلەن مۇئامىلە قىلىشى كېرەك. |
| Kyrillisches Alphabet (USY = Uyghur Siril Yëziqi):     | Һәммә адәм туғулушидинла әркин, иззәт-һөрмәт вә һоқуқта баббаравәр болуп туғулған. Улар әқилгә вә виҗданға игә һәмдә бир-биригә қериндашлиқ мунасивитигә хас роһ билән муамилә қилиши керәк.         |
| Pinyin-basiertes Alphabet (UYY = Uyghur Yëngi Yëziqi): | Ⱨəmmə adəm tuƣuluxidinla ərkin, izzət-ⱨɵrmət wə ⱨoⱪuⱪta babbarawər bolup tuƣulƣan. Ular əⱪilgə wə wijdanƣa igə ⱨəmdə bir-birigə ⱪerindaxliⱪ munasiwitigə has roⱨ bilən mu’amilə ⱪilixi kerək.        |
| Lateinisches Alphabet (ULY = Uyghur Latin Yëziqi):     | Hemme adem tughulushidinla erkin, izzet-hörmet we hoquqta babbarawer bolup tughulghan. Ular eqilge we wijdan'gha ige hemde bir-birige qërindashliq munasiwitige xas roh bilen muamile qilishi kërek. |
| Deutsch:                                               | Alle Menschen sind frei und gleich an Würde und Rechten geboren. Sie sind mit Vernunft und Gewissen begabt und sollen einander im Geist der Brüderlichkeit begegnen.                                 |

## Das arabische Alphabet für das Uigurische

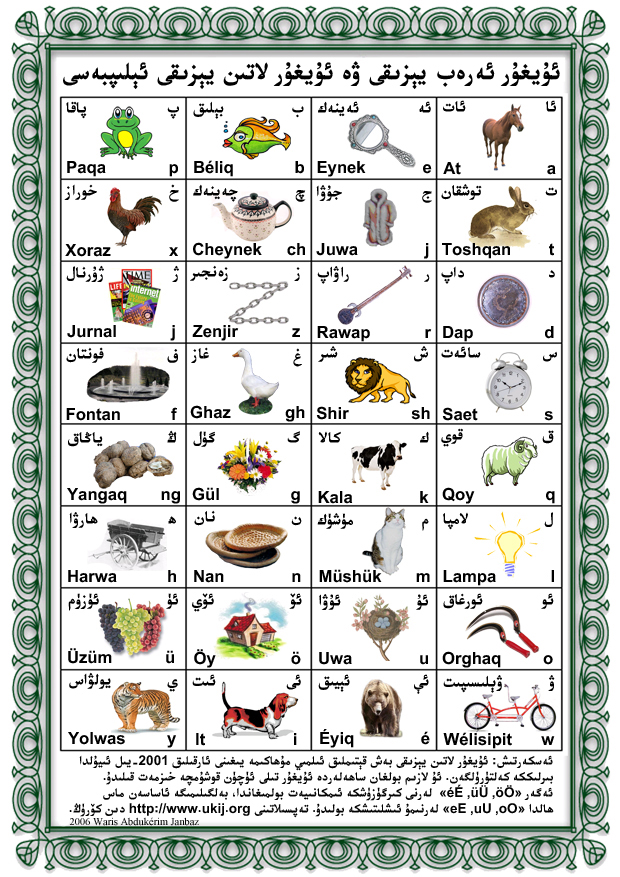
Alphabettafel

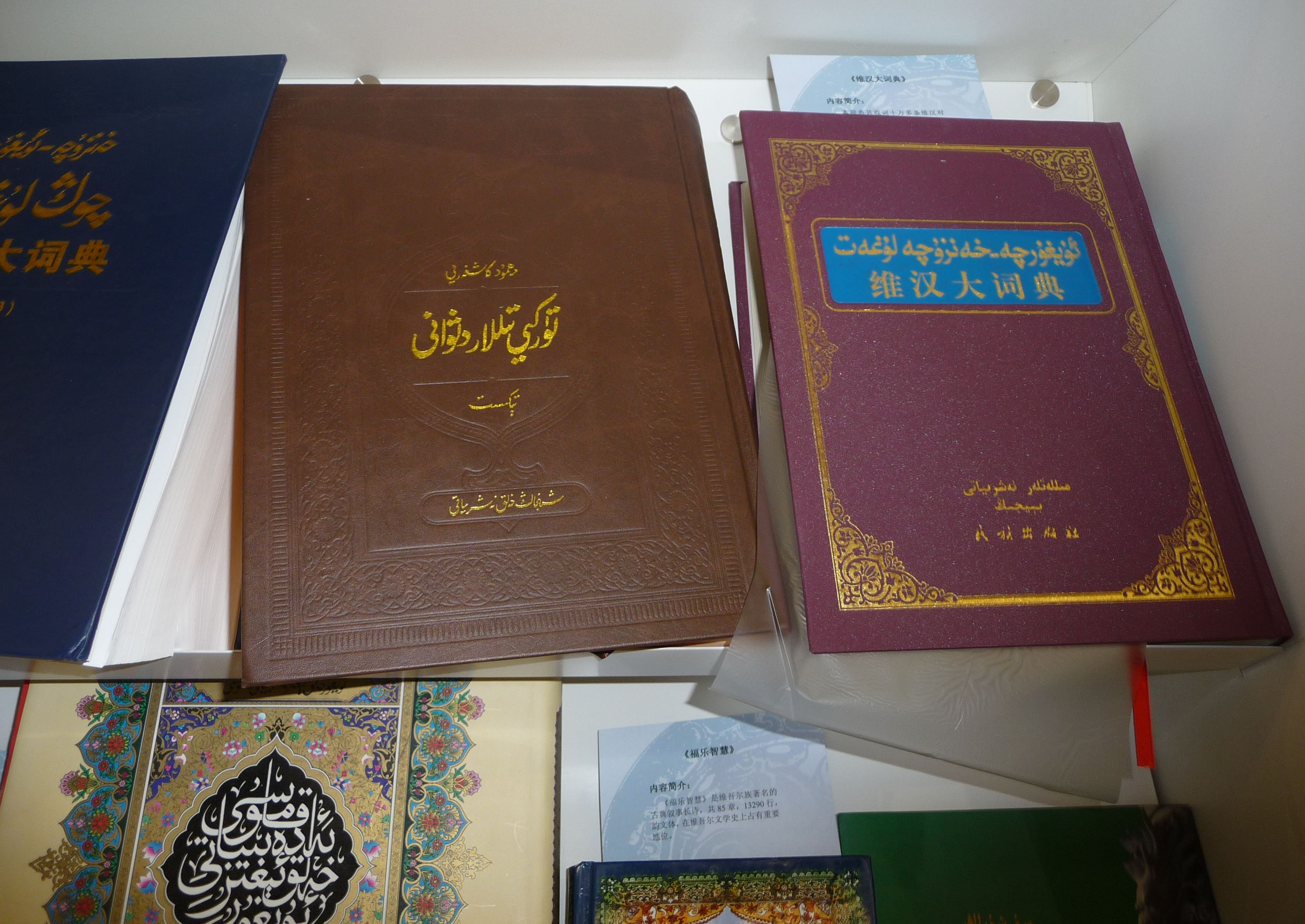
Nachschlagewerke

Die heutige arabische Schrift zu Schreibung des Uigurischen hat neben den Sonderzeichen aus dem Persischen („p“ und „g“) noch eine Anzahl weiterer Sonderzeichen vor allem zur Schreibung von Vokalen.
| #  | IPA  | arabisch | kyrillisch | lateinisch |
| -- | ---- | -------- | ---------- | ---------- |
| 1  | /ɑ/  | ئا       | А а        | A a        |
| 2  | /æ/  | ئە       | Ә ә        | Ə ə        |
| 3  | /b/  | ب        | Б б        | B b        |
| 4  | /p/  | پ        | П п        | P p        |
| 5  | /t/  | ت        | Т т        | T t        |
| 6  | /d͡ʒ/ | ج        | Җ җ        | J j        |
| 7  | /t͡ʃ/ | چ        | Ч ч        | Q q        |
| 8  | /x/  | خ        | Х х        | H h        |
| 9  | /d/  | د        | Д д        | D d        |
| 10 | /r/  | ر        | Р р        | R r        |
| 11 | /z/  | ز        | З з        | Z z        |
| 12 | /ʒ/  | ژ        | Ж ж        | Ⱬ ⱬ        |
| 13 | /s/  | س        | С с        | S s        |
| 14 | /ʃ/  | ش        | Ш ш        | X x        |
| 15 | /ʁ/  | غ        | Ғ ғ        | Ƣ ƣ        |
| 16 | /f/  | ف        | Ф ф        | F f        |
| 17 | /q/  | ق        | Қ қ        | Ⱪ ⱪ        |
| 18 | /k/  | ك        | К к        | K k        |
| 19 | /ɡ/  | گ        | Г г        | G g        |
| 20 | /ŋ/  | ڭ        | Ң ң        | Ng ng      |
| 21 | /l/  | ل        | Л л        | L l        |
| 22 | /m/  | م        | М м        | M m        |
| 23 | /n/  | ن        | Н н        | N n        |
| 24 | /h/  | ھ        | Һ һ        | Ⱨ ⱨ        |
| 25 | /o/  | ئو       | О о        | O o        |
| 26 | /u/  | ئۇ       | У у        | U u        |
| 27 | /ø/  | ئۆ       | Ө ө        | Ɵ ɵ        |
| 28 | /y/  | ئۈ       | Ү ү        | Ü ü        |
| 29 | /w/  | ۋ        | В в        | W w        |
| 30 | /e/  | ئې       | Е е        | E e        |
| 31 | /ɪ/  | ئى       | И и        | I i        |
| 32 | /j/  | ي        | Й й        | Y y        |

Im kyrillischen Alphabet existieren außerdem die Zeichen Ю und Я, sie entsprechen den Zeichenfolgen yu und ya im lateinischen Alphabet sowie ihren entsprechenden arabischen Pendants.